# BMW R 1250 RS
Die BMW R 1250 RS ist ein verkleidetes, sportliches BMW-Motorrad, das im November 2018 auf der Fachmesse EICMA vorgestellt wurde. Wie die übrigen Versionen der „R“-Reihe, wozu die R 1250 RT, R 1250 R (Roadster unverkleidet) und R 1250 GS gehören, wird der Sporttourer von einem Boxermotor angetrieben.

## Geschichte
Die erste „RS“ war die 1976 erschienene R 100 RS (einschließlich der Classic von 1986). Mit einer im Windkanal optimierten, rahmenfesten Verkleidung war sie das erste vollverkleidete Serienmotorrad der Welt. Nach der R 1100 RS, der R 1150 RS, der 2007 bereits nach zwei Jahren aufgrund unzureichender Verkaufszahlen eingestellten R 1200 ST und der 2015 nach achtjähriger Lücke wieder angebotenen R 1200 RS ist die R 1250 RS die sechste Generation der RS-Baureihe, deren Suffix RS Reise und Sport bedeutet.

## Konstruktion

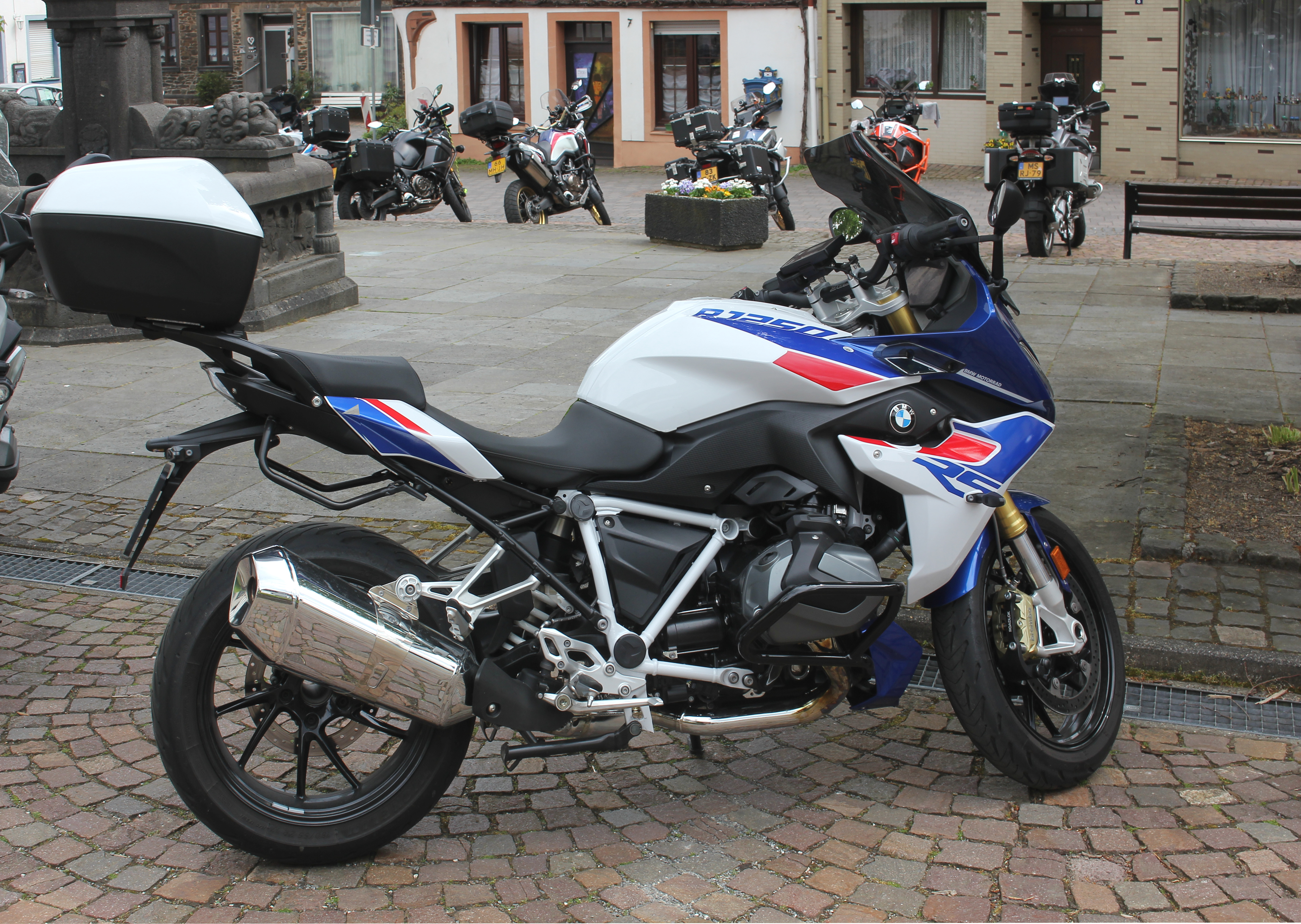
BMW R 1250 RS

### Antrieb

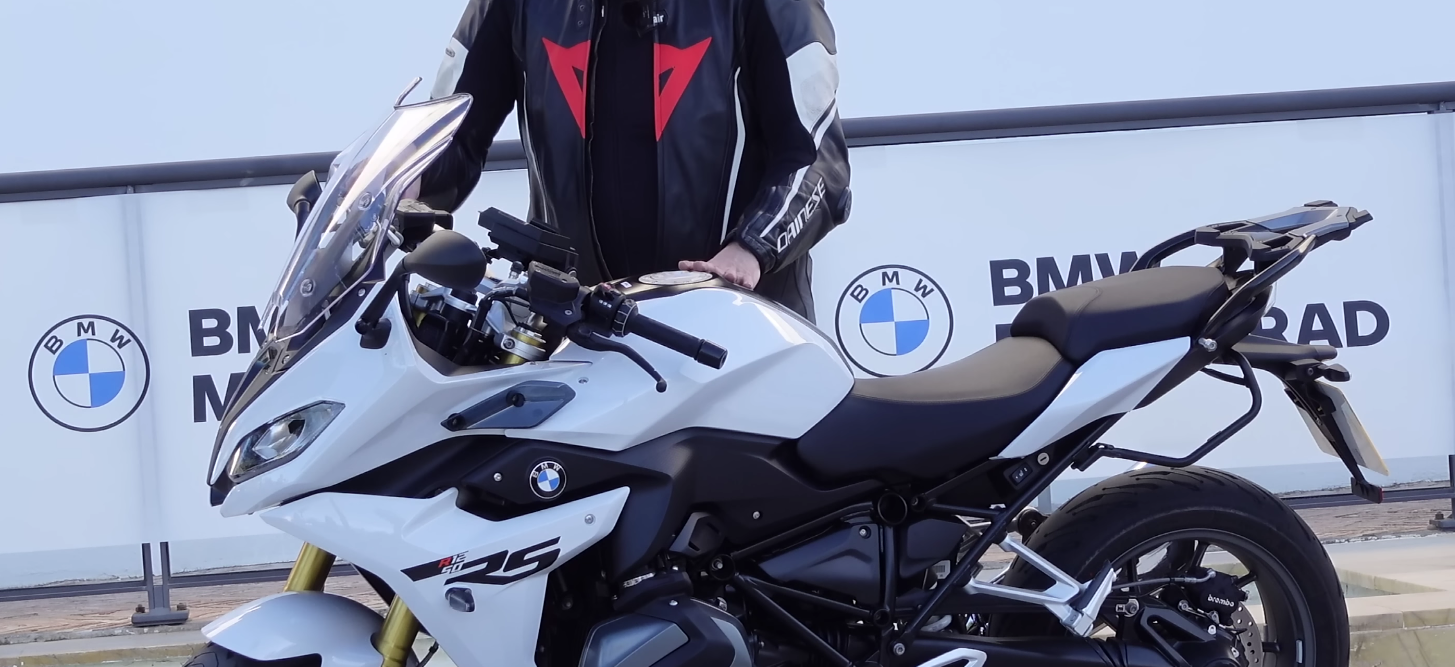
R 1250 RS

Der luft- und wassergekühlte Zweizylindermotor erzeugt aus 1254 cm³ Hubraum eine Nennleistung von 100 kW (136 PS) bei 7750 min−1 und ein maximales Drehmoment von 143 Nm bei 6250 min−1. Er hat eine verschiebbare Nockenwelle (Shiftcam), die Steuerzeiten für den unteren und mittleren sowie für den oberen Drehzahlbereich einstellt und den Ventilhub verändert. Je nach Stellung wirkt dabei ein Teillast- oder Volllastnocken auf die Ventile.
Ein geregelter Drei-Wege-Katalysator behandelt das Abgas nach. Der Motor erfüllt den Abgasstandard Euro 5. Darüber hinaus gibt es eine Motorschleppmomentregelung (MSR). Der Verbrauch ist im WMTC-Zyklus mit 4,75 l/100 km angegeben  (CO2-Ausstoß mit 110 g/km). Die Zeitschrift Motorrad und Reisen berichtet von etwa 3,9 bis etwa 5,3 l/100 km.

### Fahrwerk
Das Fahrwerk besteht aus einem Stahlrohrhauptrahmen mit daran angeschraubtem Heckrahmen; der Motor ist mittragendes Element. Vorn hat die R 1250 RS eine Upside-Down-Teleskopgabel, hinten eine Aluminiumguss-Einarmschwinge. Das Fahrwerk wird durch eine die Antriebsschlupfregelung (Dynamic Traction Control, DTC) und Fahrmodi Pro mit Fahrmodi-Vorauswahl ergänzt. Auf Wunsch ist ein semiaktives Fahrwerk mit automatischer Niveauregulierung zur Anpassung an den Beladungszustand erhältlich.

### Ausstattung
Die R 1250 RS ist mit zwei LED-Scheinwerfern und mit einem 6,5-Zoll-TFT-Display ausgestattet. Auf Wunsch ist der eCall-Notruf erhältlich, darüber hinaus aus dem Vollen gefräste Aluminumanbauteile. Das 6-Gang-Getriebe kann mit Schaltunterstützung, auch Quickshifter oder Blipper genannt, ausgestattet werden. Die Maschine hat einen 18 Liter-Tank (inklusive 4 l Reserve).

## Neuzulassungen in Deutschland
| Jahr | Neuzulassungen |
| ---- | -------------- |
| 2020 | 1515           |
| 2021 | 0989           |

Die Zahlen liegen in ähnlichem Rahmen wie beim reinen Tourer R 1250 RT und der unverkleideten R 1250 R. Es sind jedoch deutlich weniger Maschinen als von der geländegängigen Variante R 1250 GS (2020 und 2021 jeweils über 9200 Stück).